# Kučiće
Kučiće je selo u Hrvatskoj.

## Zemljopis
Kučiće je selo u srcu Dalmacije i nalazi se na malenoj visoravni pokraj rijeke Cetine,12 km udaljeno od Omiša ili Zadvarja. Kučiće se nalazi 35 kilometara jugoistočno od najvećeg dalmatinskog grada Splita, isto toliko udaljeno je od Makarske.
Prosječna nadmorska visina je 220 m, prostor obiluje šumom (hrast,grab,bor), te obradivim površinama. Ime Kučiće najvjerojatnije potječe od imenice "Kuk" kako nazivamo osamljeni stršeći kamen-stijenu duboko ukopanu u zemlju ili uz druge kamene gromade.

## Stanovništvo
Po popisu stanovništva iz 2001. godine, selo Kučiće imalo je oko 800 stanovnika, raspoređenih na oko 6 km2 naselja.
U Kučićima živuća prezimena su: Kovačić, Topić, Marunčić, Raboteg, Tomasović, Radić, Srdanović, Božić, Sovulj, Šarac, Šušić, Juričić, Vukasović, Bilić, Bošnjak, Bartulović, Čagalj i Pervan.
| broj stanovnika | 443   | 509   | 557   | 684   | 830   | 903   | 905   | 1017  | 982   | 957   | 928   | 884   | 878   | 944   | 697   | 607   | 634   |
|                 | 1857. | 1869. | 1880. | 1890. | 1900. | 1910. | 1921. | 1931. | 1948. | 1953. | 1961. | 1971. | 1981. | 1991. | 2001. | 2011. | 2021. |

## Uprava
Administrativno pripada Gradu Omišu, Splitsko-dalmatinska županija.

## Povijest
Kučiće se prvi put spominje 1315. godine u darovnici kneza Jurja Šubića. Arheološka nalazišta potvrđuju da je ovaj prostor bio naseljen još u prapovijesno vrijeme (mlađe kameno doba).
U središtu mjesta pronađeni su ostaci građevine iz Rimskoga doba (3 i 4 st. poslije Krista), te srednjovjekovnog groblja. Ta i još neka neistražena groblja, te stare pješačke i cestovne komunikacije prema zaleđu ili moru dokazuju kontinuitet boravka ljudi na ovom prostoru.
Glavnina sadašnjih prezimena dolazi u Kučiće iz Imotskog kraja početkom Morejskog rata (1686.g.), nakon oslobađanja Omiškog primorja od Turaka.
Kučiće je najveći broj stanovnika imalo pred 2 svjetski rat (oko 1200).

## Zaštitnik
Zaštitnik Kučića je Sv. Luka evanđelist, kome je posvećena stara župna crkva.

## Gospodarstvo
Uglavnom obrt, trgovina i turizam (rafting).
U manjoj mjeri pučanstvo se bavi poljoprivredom,rekreativno ili proizvodnjom hrane za svoje potrebe.

## Spomenici i znamenitosti
Stara župna crkva sv. Luke, izgrađena još prije turskih vremena, više puta nadograđivana i proširivana prema potrebama stanovništva.
Nova crkva Tijela i Krvi Kristove, posvećena 1970. g.
Školska zgrada dovršena i svečano otvorena 1936.g.
Zavjetna obiteljska kapelica Gospe Lurdske u zaselku Tomasovići, izgrađena (1908.g.) po uzoru na onu u Lurdu.
Cesta Omiš - Zadvarje dovršena i puštena u promet 1899. g. prolazi kroz Kučiće, i osim cestovne povezanosti u ono vrijeme (početak 20. st.) donosi gospodarski preporod mjestu.
Poznato kučićko jelo je kučićka špica. U omiškom zaleđu u vrelima ju se spominje barem još od 1870-ih. Po jednoj teoriji, recept za nju je iz Južne Amerike. Najbolja za pripremu je na blagdan sv. Luke (18. listopada), kad je dvogodišnja bravetina najukusnija.

## Obrazovanje
- OŠ Josip Pupačić  Arhivirana inačica izvorne stranice od 23. veljače 2008. (Wayback Machine)

U Kučićima osnovna škola djeluje kao područna škola OŠ "Josip Pupačić" iz Omiša.
Redovita nastava održava se od 1909.g.
Prije toga nastavu povremeno, sukladno uvjetima i obavezama organiziraju mjesni župnici (pomoćne župne škole).
Danas osnovna škola u Kučićima ima sedamdesetak učenika i u noj radi oko 15 nastavnika.

## Kultura
Športsko-kulturno-umjetničko društvo "Osvit" osnovano je 1997. trenutno ima pedesetak članova, iz ovoga društva nastale su mnoge sekcije ( dramska, folklorna,ekološka, glazbena).
Jezgru društva trenutno čini mješoviti pjevački zbor mladih koji ima tridesetak članova.
Muška klapa "Lupeži" osnovana je 2002., zanimljivo je da su svi članovi klape bili su prezimena Tomasovići, klapa je nastupila na debitantskoj večeri Festivala dalmatinskih klapa Omiša 2003.
U Kučićima se od 1997. svake godine održava pučka fešta "Dan Kučićana". Ova manifestacija, u prvoj nedjelji mjeseca kokovoza iz godine u godine okuplja velik broj Kučićana iz mjesta, domovine i iseljeništva, specifičnost i prepoznatljivost ove zanimljive fešte čini pečeni vol na ražnju.
Župa Kučiće od 1994. izdaje svoj časopis " Zov rodnih ognjišta ", list izlazi dvaput godišnje, a uređuje ga dr. don Slavko Kovačić.

## Šport
U Kučićima djeluje malonogometni klub Kučiće i MNK "Zele" te Reacing team Kučiće osnovan 2003.

## Poznate osobe
- don Slavko Kovačić, hrv. svećenik i povjesničar

## Vanjske poveznice
Internetska stranica